# Panolis variegata
Panolis variegata là một loài bướm đêm trong họ Noctuidae.